# The Making of the President, 1960

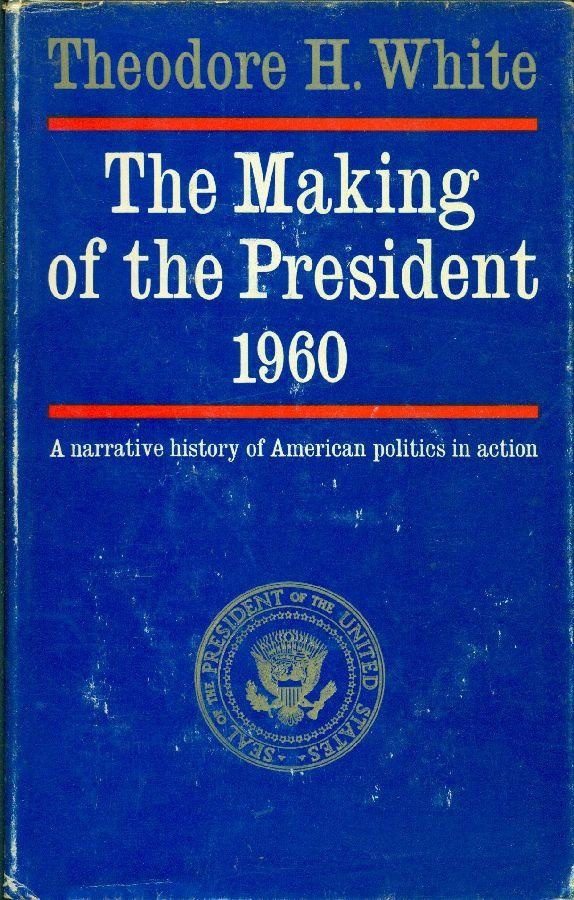
The Making of the President : Page de couverture de la première édition (1961)

The Making of the President, 1960 (La fabrique du président, 1960) est un livre écrit par le journaliste Théodore White en 1960 et publié par Atheneum Publishers en 1961. Il raconte et analyse les élections présidentielles de 1960 qui aboutissent à l'élection de John F. Kennedy comme Président des États-unis. Ce livre a remporté le Pulitzer Prize for General Non-Fiction en 1962 et a été le premier d'une série de livres de White sur les élections présidentielles américaines. Il y a The Making of the President, 1964 (publié en 1965), The Making of the President, 1968 (1969), The Making of the President, 1972 (1973).
Le livre de 1961 retrace les primaires présidentielles du parti démocrate en 1960. John F. Kennedy, Hubert Humphrey et le sénateur Stuart Symington se présentent. Après les primaires, JFK remporte les élections présidentielles face à Richard Nixon (à environ 120 000 voix près).
Une grande partie de la narration est écrite dans un style presque romanesque, décrivant les regards, les voix et les personnalités des politiciens. Mais il contient également des discussions stimulantes de diverses tendances de la vie Américaine et de la politique.
The Making of the President, 1960 a été un énorme succès, et reste sur la liste des best sellers pendant 40 semaines. Les critiques et les journalistes le considèrent comme une nouvelle façon de regarder ce sujet. Il a eu un impact énorme sur le journalisme politique et sur la politique américaine en elle-même. Comme l'a mentionné White, il s'agissait d'étudier de près les agissements d'un leader politique dans des circonstances de stresse intense rencontrées durant la compétition présidentielle Cette littérature journalistique apporte un point de vue dramatique, théâtral, spectaculaire sur le monde politique, ses stratégies, ses victoires et ses défaites. Un chapitre est consacré aux raisons cachées derrière le vote des Américains.
Ce livre de White ainsi que les suivants, inspirent la tendance du journalisme politique qui consiste à écrire davantage sur les personnalités et les rapports des politiciens que sur les mesures politiques en elles-mêmes. Dans ses dernières années, White dit regretter ce changement de vision auquel il a contribué activement.
David L. Wolper a produit une version cinématographique du livre The Making of the President, 1960. Il a été achevé peu de temps avant l'assassinat de JFK le 22 novembre 1963.